# パルチザンスク
座標: 北緯43度08分 東経133度08分 / 北緯43.133度 東経133.133度

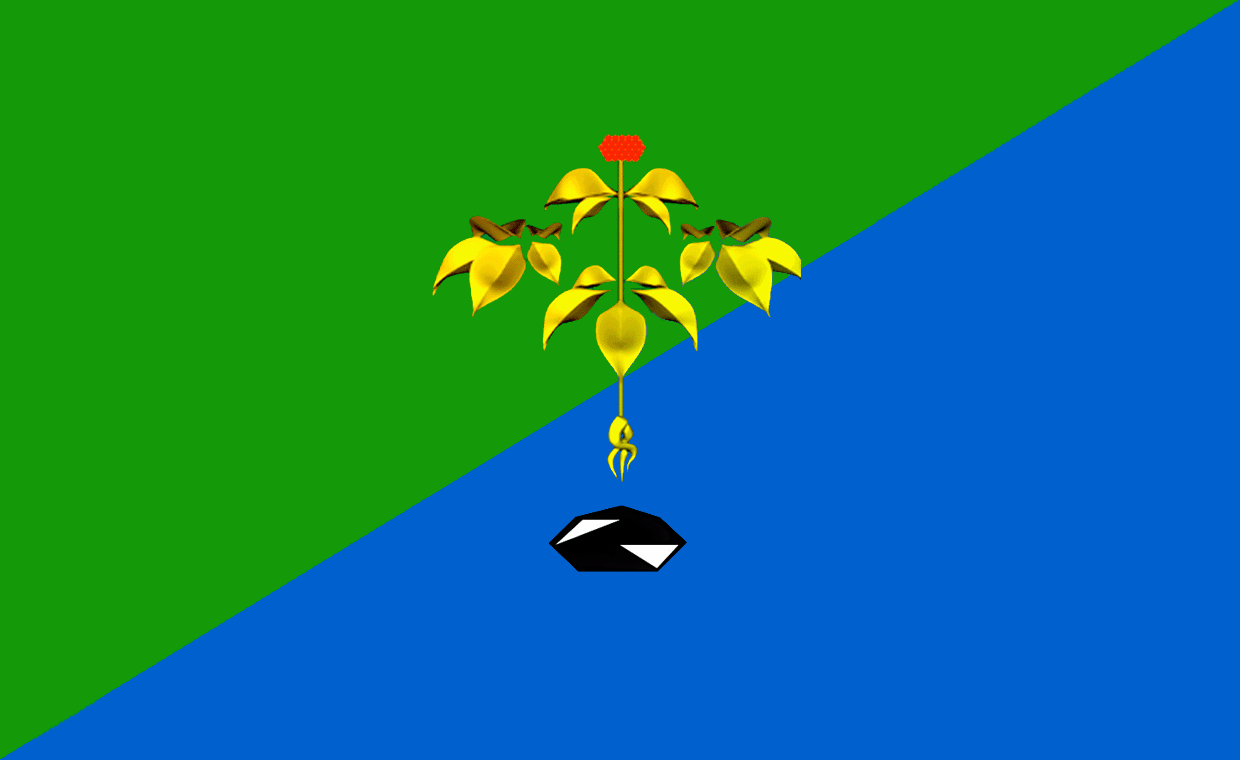
パルチザンスク市旗

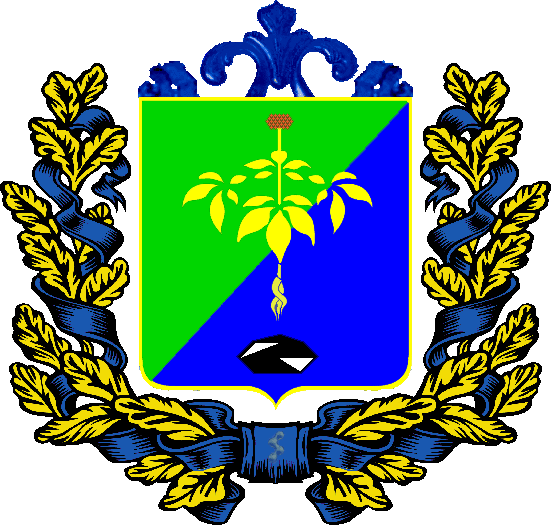
パルチザンスク市章

パルチザンスク（ロシア語: Партизанск）は、ロシア連邦沿海地方の町。人口は3万3832人（2021年）。
ナホトカからは北東へシホテアリニ山脈山中に入ったところにある。ウラジオストクからは東へ170キロメートル。ナホトカへ至るシベリア鉄道の支線が通る炭鉱の町である。

## 名称
この地域がロシア領となって後、スーチャン（Сучан、蘇城）が建設され、1932年に町となった直後に、コミッサールのヤン・ガマールニクの名をとってガマールニク（Гамарник）に改称された。しかしガマールニクが逮捕された1937年、スーチャンに復名。1972年の極東ロシア地域における地名変更に伴って、現在のパルチザンスクと改名された。

## 略歴・概要
9世紀中頃、渤海大仁秀は虞婁靺鞨の地であった沿海州を領有し、定理府の府城として定州が設置された。
1860年の北京条約でこの地はロシア領となった。1883年、この地方で最初の炭鉱が近郊のオレヌイ・クリュチにて発見され第1鉱山と名づけられた。今日では廃坑となっており、1932年に鋳鉄製の記念碑が置かれた。
ウラジオストクを基地とする太平洋艦隊は石炭の供給源を欲していた。そのため鉱山省によるウスリースク南方地域の地質調査が1888年～1893年に行われ、スーチャンに炭鉱が発見された。採掘された石炭はナホトカへ運ばれ、軍艦の燃料となった。
1896年になるとスーチャンでは商業活動としての組織的な採掘が始まった。当初鉱夫たちは待避壕や小屋やテントに住んでおり、最低の生活環境であった。
1900年に46人の熟練鉱夫が遣され、第1鉱山と10の家屋、国有炭鉱の建設が始まり、スーチャンへの移民が開始された。
スーチャンの労働者の生活状況に政府は気を配ることはなかった。1896年から1922年の間に2階建ての家屋の建設は1件のみだった。スーチャンそれ自体は単なる出来の悪い計画の鉱山集落であった。1905年 - 1906年に学校が開かれ、50人を収容できる病院が開院した。
1905年から1914年にかけて数箇所の鉱山が新たに開かれた。木製のバラックや個人の家も現れた。各々のアルテリによらない無計画な建設であったが、その中には現在も無傷で残るものがある。スーチャン鉱山の創始者たちは1914年までは多くの仕事はしなかった。第一次世界大戦が始まり、労働者は兵役に呼ばれ、石炭産出量は減少、建設も滞った。
1917年には11の鉱山で年300,000トンの石炭が生産されていた。1918年 - 1922年のロシア内戦ではボルシェヴィキの支持者が活発なパルチザン活動を行った。沿海州におけるソヴィエト勢力の確立後も引き続き石炭生産で栄えた。
1922年以後、古い炭鉱の再生と新しい炭鉱の開発が始まった。分散していた集落は一つの大きな街となり、何階建てもの建物が立ち並ぶようになった。
この時、町の文化的発展に大きな注意が払われた。1917年に民家が建てられ、鉱山夫たちの集会場となった。それは町の文化的中心となった。鉱山と町の人口の拡大に伴い、新しい集会場の必要性がでてきた。1926年に350人用の集会場が第10鉱山の近くに、200人用の集会場が第20鉱山の近くに、250人用の集会場が材木工場の近くに建てられた。1933年には沿海州一大きく美しい1200人を収容できる文化大ホールが完成。1932年スーチャン鉱業技術大学と地下救急ステーションが第10鉱山に開設された。1935年には設備の整った病院が竣工。この年、鉄道が開通した。
今日では石炭の需要は減少し、町は衰退している。

## 出身者
- ヴィターリー・カネフスキー - 映画監督

## 関連事項
- 抗日パルチザン